# Wierutno
Wierutno (niem. do 1945 Vierruthen) – przysiółek wsi Boleszkowice, położony w Polsce, w województwie zachodniopomorskim, w powiecie myśliborskim, w gminie Boleszkowice.

## Nazwa
Vierruthen 1824, 1944; Wierutno 1948

## Historia
- 1824 – ogłoszenie w Amtsblatt der Regierung zu Frankfurt a.d. Oder o sprzedaży nieruchomości położonej w Wierutnie wraz z przynależnym do niej polem uprawnym, należącej do właściciela Michaela Wackerta, której wartość została oszacowana przez niego na 540 talarów[4]
- 1835 – ogłoszenie w Amtsblatt der Regierung zu Frankfurt a.d. Oder o sprzedaży nieruchomości położonej w Wierutnie, będącej własnością wdowy Küfter Compart i czeladnika Johanna Hahn, składająca się z domu mieszkalnego, stodoły i 24 morgów ziemi uprawnej, wycenionej na 588 talarów 10 srebrnych groszy[5]
- 1855 – Wierutno jest kolonią miasta Boleszkowice; liczy 12 domów i 100 mieszkańców[6]
- 1871 – Wierutno liczy 14 domów i 109 mieszkańców[7]
- 1880 – Wierutno liczy 15 domów i 111 mieszkańców[8]
- 1910 – Wierutno zamieszkuje 64 osoby[9]
- 5.10.1954 – wraz z reformą administracyjną kraju, Wierutno zostaje włączone do miasta Boleszkowice[10]
- 1.01.1972 – po zniesieniu miasta Boleszkowice, Wierutno staje się przysiółkiem wsi Boleszkowice w gromadzie Namyślin[11], którą jednocześnie przekształcono w gromadę Boleszkowice[12]
- 1.01.1973 – po kolejnej reformie administracyjnej, Wierutno znalazło się w reaktywowanej gminie Boleszkowice[13]
- 1975–1998 – miejscowość administracyjnie należy do województwa gorzowskiego

## Ludność
Ludność w ostatnich 3 stuleciach: